# Baryscapus nigroviolaceus
Baryscapus nigroviolaceus är en stekelart som först beskrevs av Christian Gottfried Daniel Nees von Esenbeck 1834.  Baryscapus nigroviolaceus ingår i släktet Baryscapus och familjen finglanssteklar. Arten är reproducerande i Sverige. Inga underarter finns listade.